# Nippon Professional Baseball 2023
La stagione 2023 della Nippon Professional Baseball (NPB) è iniziata il 30 marzo ed è terminata il 9 ottobre 2023.
Le Japan Series sono state vinte per la seconda volta nella loro storia dagli Hanshin Tigers, che si sono imposti sugli Orix Buffaloes per 4 partite a 3.

## Regular season

### Central League
| Squadra                | Partite | Vittorie | Sconfitte | Pareggi | Perc. | GB   |
| ---------------------- | ------- | -------- | --------- | ------- | ----- | ---- |
| Hanshin Tigers         | 143     | 85       | 53        | 5       | .616  | —    |
| Hiroshima Toyo Carp    | 143     | 74       | 65        | 4       | .532  | 11.5 |
| Yokohama DeNA BayStars | 143     | 74       | 66        | 3       | .529  | 12.0 |
| Yomiuri Giants         | 143     | 71       | 70        | 2       | .504  | 15.5 |
| Tokyo Yakult Swallows  | 143     | 57       | 83        | 3       | .407  | 29.0 |
| Chunichi Dragons       | 143     | 56       | 82        | 5       | .406  | 29.0 |

### Pacific League
| Squadra                      | Partite | Vittorie | Sconfitte | Pareggi | Perc. | GB   |
| ---------------------------- | ------- | -------- | --------- | ------- | ----- | ---- |
| Orix Buffaloes               | 143     | 86       | 53        | 4       | .619  | —    |
| Chiba Lotte Marines          | 143     | 70       | 68        | 5       | .507  | 15.5 |
| Fukuoka SoftBank Hawks       | 143     | 71       | 69        | 3       | .507  | 15.5 |
| Tohoku Rakuten Golden Eagles | 143     | 70       | 71        | 2       | .496  | 17.0 |
| Saitama Seibu Lions          | 143     | 65       | 77        | 1       | .458  | 22.5 |
| Hokkaido Nippon-Ham Fighters | 143     | 60       | 82        | 1       | .423  | 27.5 |

|  | 1º della regular season e qualificato alle finali delle Climax Series |
|  | Qualificati alle semifinali delle Climax Series                       |

## Post season
|  | Climax Series - semifinali | Climax Series - semifinali | Climax Series - semifinali |                     |                | Climax Series - finali | Climax Series - finali | Climax Series - finali |  |  | Japan Series | Japan Series | Japan Series |  |
|  |                            |                            |                            |                     |                |                        |                        |                        |  |  |              |              |              |  |
|  |                            |                            |                            |                     |                | C1                     | Hanshin Tigers         | 4                      |  |  |              |              |              |  |
|  |                            |                            |                            |                     |                | C1                     | Hanshin Tigers         | 4                      |  |  |              |              |              |  |
|  |                            |                            |                            | Hiroshima Toyo Carp | 0              |                        |                        |                        |  |  |              |              |              |  |
|  | C2                         | Hiroshima Toyo Carp        | 2                          | Hiroshima Toyo Carp | 0              |                        |                        |                        |  |  |              |              |              |  |
|  | C2                         | Hiroshima Toyo Carp        | 2                          |                     |                |                        |                        |                        |  |  |              |              |              |  |
|  | C3                         | Yokohama DeNA BayStars     | 0                          |                     |                |                        |                        |                        |  |  |              |              |              |  |
|  | C3                         | Yokohama DeNA BayStars     | 0                          |                     | Hanshin Tigers | Hanshin Tigers         | 4                      |                        |  |  |              |              |              |  |
|  |                            |                            |                            |                     |                |                        |                        |                        |  |  |              |              |              |  |
|  |                            |                            | Orix Buffaloes             | Orix Buffaloes      | 3              |                        |                        |                        |  |  |              |              |              |  |
|  |                            |                            |                            | Orix Buffaloes      | 3              |                        |                        |                        |  |  |              |              |              |  |
|  |                            |                            |                            |                     |                |                        |                        |                        |  |  |              |              |              |  |
|  |                            |                            |                            |                     |                |                        |                        |                        |  |  |              |              |              |  |
|  |                            | P1                         | Orix Buffaloes             | 4                   |                |                        |                        |                        |  |  |              |              |              |  |
|  |                            |                            |                            | 4                   |                |                        |                        |                        |  |  |              |              |              |  |
|  |                            |                            |                            | Chiba Lotte Marines | 1              |                        |                        |                        |  |  |              |              |              |  |
|  | P2                         | Chiba Lotte Marines        | 2                          | Chiba Lotte Marines | 1              |                        |                        |                        |  |  |              |              |              |  |
|  | P2                         | Chiba Lotte Marines        | 2                          |                     |                |                        |                        |                        |  |  |              |              |              |  |
|  | P3                         | Fukuoka SoftBank Hawks     | 1                          |                     |                |                        |                        |                        |  |  |              |              |              |  |

## Campioni
| Japan Series 2023 Hanshin Tigers secondo titolo |

## Premi
- Miglior giocatore della stagione

|    | Giocatore          | Squadra        |
| -- | ------------------ | -------------- |
| CL | Shoki Murakami     | Hanshin Tigers |
| PL | Yoshinobu Yamamoto | Orix Buffaloes |

- Rookie dell'anno

|    | Giocatore           | Squadra        |
| -- | ------------------- | -------------- |
| CL | Shoki Murakami      | Hanshin Tigers |
| PL | Shunpeita Yamashita | Orix Buffaloes |

- Miglior giocatore delle Japan Series

| Giocatore      | Squadra        |
| -------------- | -------------- |
| Kōji Chikamoto | Hanshin Tigers |